# Plélo
Plélo é uma comuna francesa na região administrativa da Bretanha, no departamento Côtes-d'Armor. Estende-se por uma área de 43,69 km². Em 2010 a comuna tinha 3 321 habitantes (densidade: 76 hab./km²).